# Liste der Kulturdenkmäler in Berndroth
In der Liste der Kulturdenkmäler in Berndroth sind alle Kulturdenkmäler der rheinland-pfälzischen Ortsgemeinde Berndroth einschließlich des Ortsteils Ackerbach aufgeführt. Grundlage ist die Denkmalliste des Landes Rheinland-Pfalz (Stand: 8. Dezember 2023).

## Einzeldenkmäler
| Bezeichnung              | Lage                                  | Baujahr                           | Beschreibung | Bild                           |
| ------------------------ | ------------------------------------- | --------------------------------- | --- | ------------------------------ |
| Schulhaus                | Berndroth, Rheinstraße 24 Lage        | erste Hälfte des 19. Jahrhunderts | ehemalige Schule; Fachwerkbau, verputzt und verschiefert, erste Hälfte des 19. Jahrhunderts | Fotos hochladen                |
| Rother Hof               | Berndroth, südwestlich des Ortes Lage | 18. Jahrhundert                   | Hofanlage; stattliches Fachwerkhaus, teilweise massiv und verschiefert, Zierfachwerk aus dem 18. Jahrhundert, Kniestock aus dem 19. Jahrhundert; Gesamtanlage mit Fachwerkscheune, Mitte des 19. Jahrhunderts, und teilweise massiv erneuerter Fachwerkscheune, 19. Jahrhundert | Fotos hochladen                |
| Evangelische Pfarrkirche | Ackerbach, Nr. 16 Lage                | 1767–69                           | Saalbau, 1767–69; Gesamtanlage mit Pfarrhaus, um 1860/70, und Fachwerkscheune | weitere Bilder Fotos hochladen |